# Château de Biebrich
Le chateau de Biebrich (en allemand : Schloss Biebrich) est une résidence baroque dans le quartier de Biebrich dans la ville de Wiesbaden, en Allemagne. Construit en 1702 par le prince Georg August Samuel de Nassau-Idstein, elle servit de résidence ducale pour le duché indépendant de Nassau de 1816 jusqu'en 1866.

## Histoire
L'histoire du château de Biebrich a commencé lorsque le comte Georg August Samuel de Nassau-Idstein est devenu prince en 1688. Il voulait un symbole plus impressionnant d'autorité que son palais d'Idstein dans le Taunus.
Il s'est d'abord arrêté à Wiesbaden, et plus tard à Biebrich (à cette époque une communauté distincte de Wiesbaden). Dans les environs immédiats du Rhin, il a commencé la construction d'un château. La structure a été conçue par l'architecte Jules baroque Ludwig Rothweil et a été achevé en 1702. Il survit aujourd'hui sous le pavillon de l'ouest du palais.
Le prince a commencé le développement ultérieur du château en 1707. L'architecte baroque Johann Maximilian von Welsch lia les deux pavillons avec une galerie et construisit une salle de bal circulaire en son centre. La Rotonde a été achevée en 1721, donnant au château son apparence distinctive.
Après la mort de Georg August Samuel, la maison de Nassau-Idstein a été éteint et le château est entré en possession de la ligne de Nassau-Usingen. Le prince Charles de Nassau-Usingen décida, après son inauguration en 1734, de déménager sa résidence permanente à Biebrich ; son fils Charles-Philippe y naquit en 1746.
Trois ans plus tard, Stengel construisit l'aile ouest à l'identique. Les jardins ont été conçus par l'architecte paysagiste Friedrich Ludwig von Sckell en 1817 à la demande du duc Guillaume de Nassau.

## Représentations

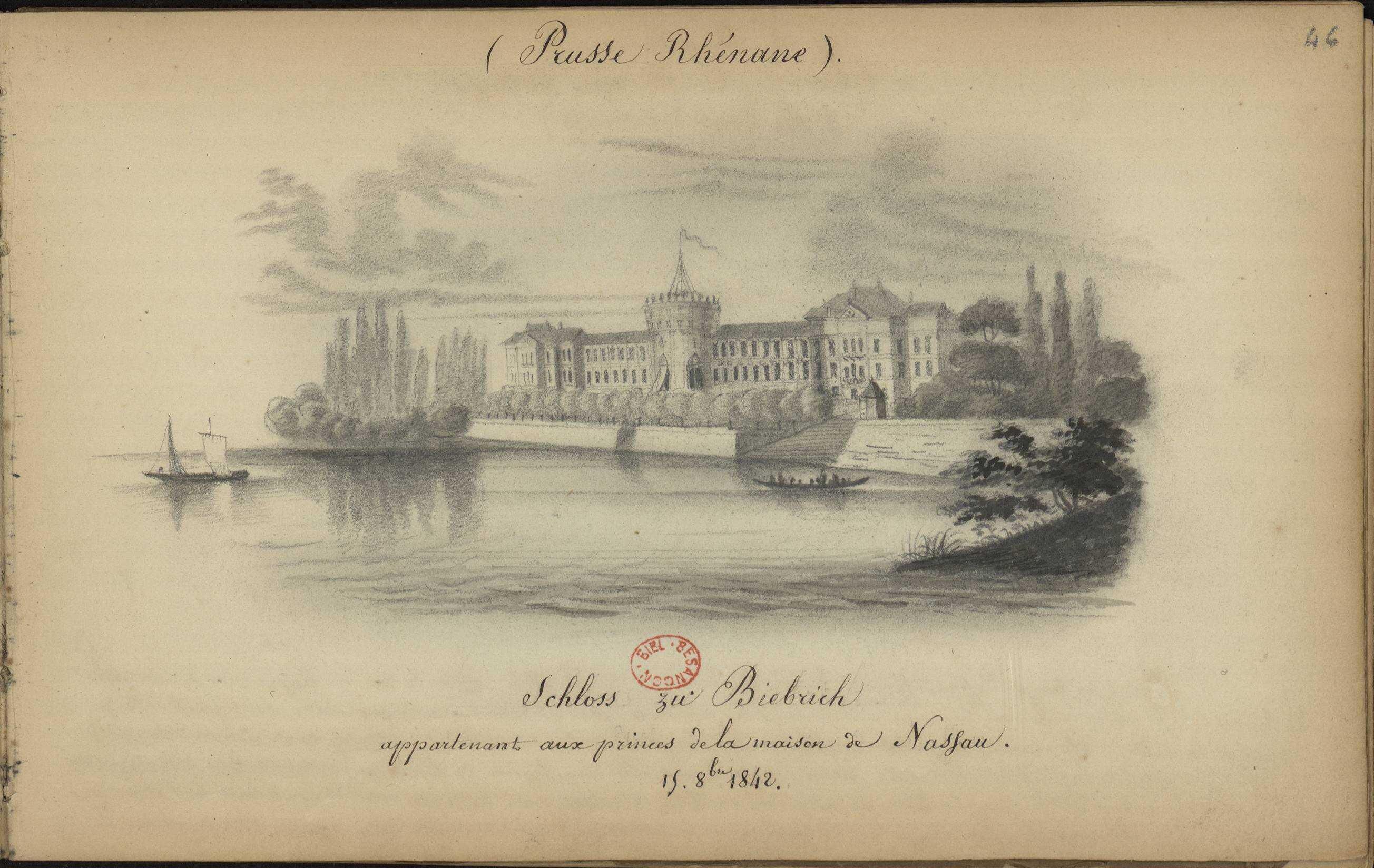
Désiré Monnier, Château de Biebrich, 15 octobre 1842, Bibliothèque municipale de Besançon, cote 346636, folio 52.

Désiré Monnier (1788-1867), folkloriste et érudit franc-comtois, a réalisé un dessin du château de Biebrich lors de son voyage en région d'Alsace et au bord du Rhin le 15 octobre 1842. Ce dessin illustre l'album VII des 11 albums du folkloriste conservés à la Bibliothèque municipale de Besançon. 
- (en) Cet article est partiellement ou en totalité issu de l’article de Wikipédia en anglais intitulé « Biebrich Palace » (voir la liste des auteurs).